# Zamek w Tajkurach
Zamek w Tajkurach – zamek wzniesiony XVI w. przez ród książąt Wiśniowieckich.

## Historia
Do 1825 r., kiedy wskutek nieostrożności pożar zniszczył zabudowę, zamek był zamieszkały i zajęty przez główny zarząd dóbr tajkurskich.

## Właściciele
Zamek należał do rodziny Wiśniowieckich. Maria, córka Jerzego i Teodory z Czapliców ks. Wiśniowiickich wyszła za Czołhańskiego i dostała Tajkury w spadku. Następnie własność Jełowieckich, drogą wiana przeszła do Aleksandra Pepłowskiego, a w 1710 r. w ręce jego syna Wawrzyńca Pepłowskiego, wojewody podolskiego. Kolejny właściciel to hr. Józef August Iliński. W 1866 r. ówczesny właściciel hr. T. Aleksander Iliński sprzedał ruiny Żydom na rozbiórkę.

## Architektura
Zamek zbudowany był na wyniosłym płaskowyżu, na planie czworoboku z kamiennymi murami i czterema basztami na rogach. Od wschodu przed zamkiem była głęboka fosa, nad która stał zwodzony most. W środku zamku znajdował się niewielki dziedziniec, w fosie po lewej stronie zamku była głęboka studnia, wykładana ciosowym kamieniem.